# Jens Toldstrup
Jens Toldstrup, døbt Anton Ingersøn Jensen (født 30. juni 1915 i Assens, død 19. marts 1991), var en dansk toldassistent, fabrikant, forfatter og modstandsmand.
Hans forældre var smedemester Anton Julius Christian Jensen og Marianette Jørgine Katrine Andersen fra Assens.
Han var uddannet ved toldvæsenet, hvad der gav ham hans illegale navn "Toldstrup". Han var reserveofficer og bragtes bl.a. gennem sin tilknytning til Dansk Samling hurtigt efter besættelsen 1940 ind i modstandsarbejdet mod den tyske besættelsesmagt. I april 1944 blev han en fremragende leder af arbejdet med våbenmodtagelser i Jylland efter Flemming Juncker, som måtte forlade Danmark. Han var endvidere leder af modstandsbevægelsen i Nordjylland, Region 1, i årene 1944 – 1945.
Efter krigen blev han tekstilfabrikant. På grund af Danmarks fremmedpolitik tilsluttede han sig fra starten i 1987 Den Danske Forening.
Toldstrup ligger begravet på Tulstrup kirkegård mellem Århus og Odder. På gravstenen står ordene: "Uden kamp - ingen sejr".

## Ordner og dekorationer
- Member of the Most Excellent Order of British Empire – engelsk dekoration, den militære udgave.
- Croix de Guerre – fransk dekoration, (Étoile en Argent udgaven).
- Medal of Freedom – amerikansk dekoration, (Gold Palm udgaven).
- Sankt Olavs Medaljen – norsk dekoration.[3]
- Kosan Prisen (1988) for frimodig brug af ytringsfriheden.

Toldstrups samling af medaljer er udstillet på Bangsbomuseet i Frederikshavn.